# Чуди, Иоганн Якоб
Иоганн Якоб фон Чуди (нем. Johann Jakob von Tschudi; 25 июля 1818, Гларус, Швейцария — 8 октября 1889 года, Лихтенег, Австрия) — швейцарский натуралист, исследователь и дипломат.

## Биография
Чуди изучал естественные науки и медицину в университетах Невшателя, Лейдена и Парижа. В 1838 году он совершил поездку в Перу, где находился в течение пяти лет, изучая и собирая растения Анд. В период между 1857 и 1859 годами учёный посетил Бразилию и другие страны Южной Америки.
В 1860 году Чуди был назначен швейцарским послом в Бразилии. На этом посту учёный оставался в течение двух лет, успешно совмещая дипломатическую деятельность с изучением флоры этой страны. С 1866 по 1883 год Чуди состоял швейцарским дипломатическим агентом, а затем посланником при австрийском дворе.
Сын Иоганна Якоба Чуди Гуго — известный искусствовед и музейный работник.

## Труды
- Untersuchungen uber die Fauna Perus (1844-47)
- Peruanische Reiseskizzen wuhrend der Jahre 1838-42 (1846)
- Die Ketchuasprache (1853)
- Reise durch die Andes von Südamerika (1860)
- Die brasilianische Provinz Minas-Geraes (1863)
- Reisen durch Südamerika (1866-69)